# La Frette-sur-Seine
Pour les articles homonymes, voir La Frette.
La Frette-sur-Seine est une commune française située dans le département du Val-d'Oise, en région Île-de-France.
Ses habitants sont appelés les Frettois.

## Géographie

### Localisation
La commune est située sur la rive droite de la Seine, à 20 km environ au nord-ouest de Paris, en limite des Yvelines.

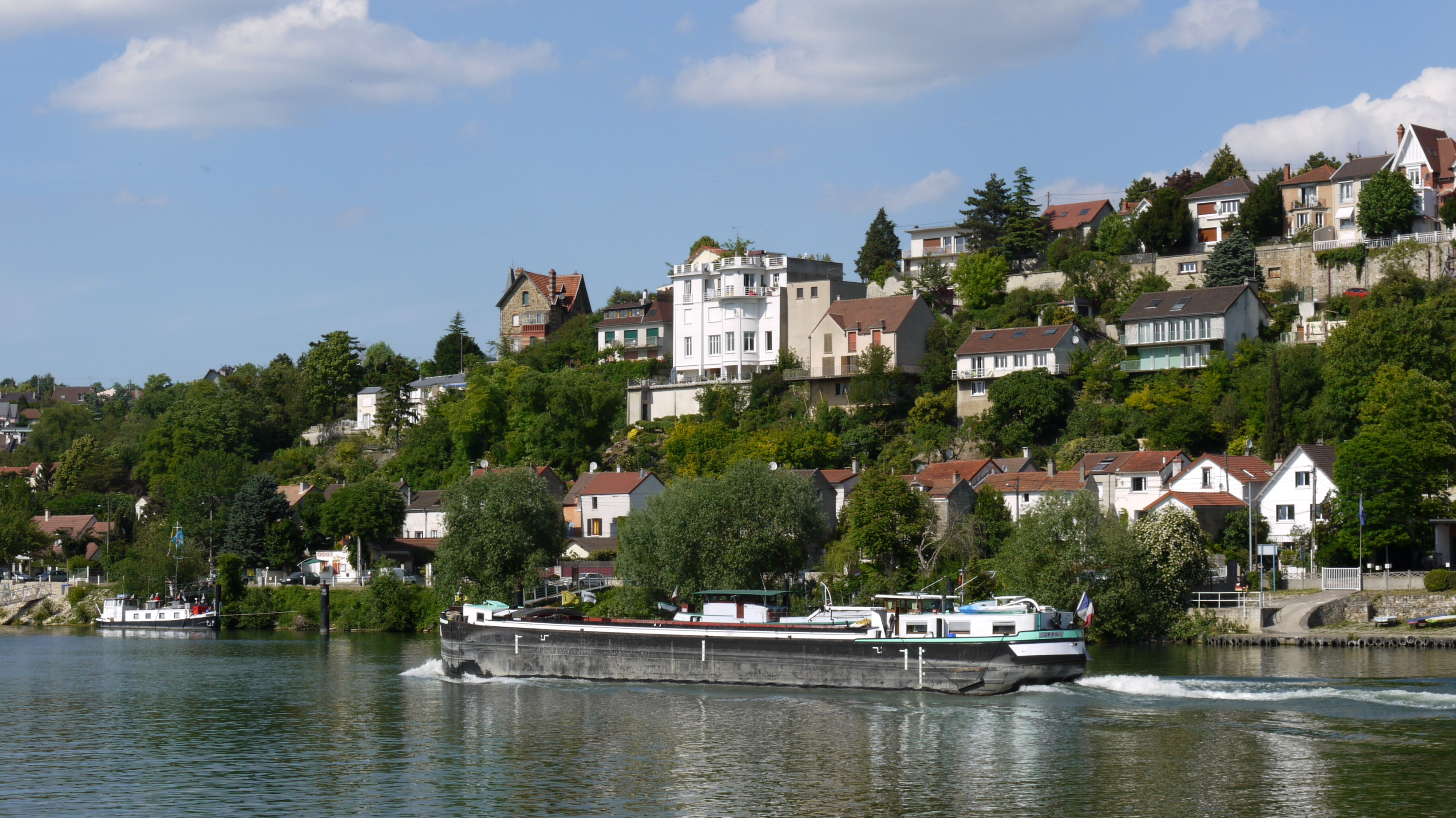
La commune en bord de Seine.

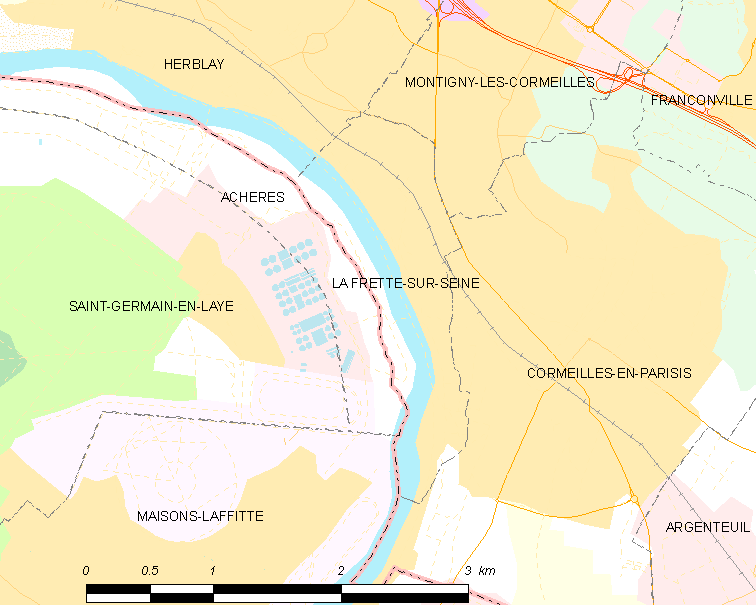
Carte de la commune.
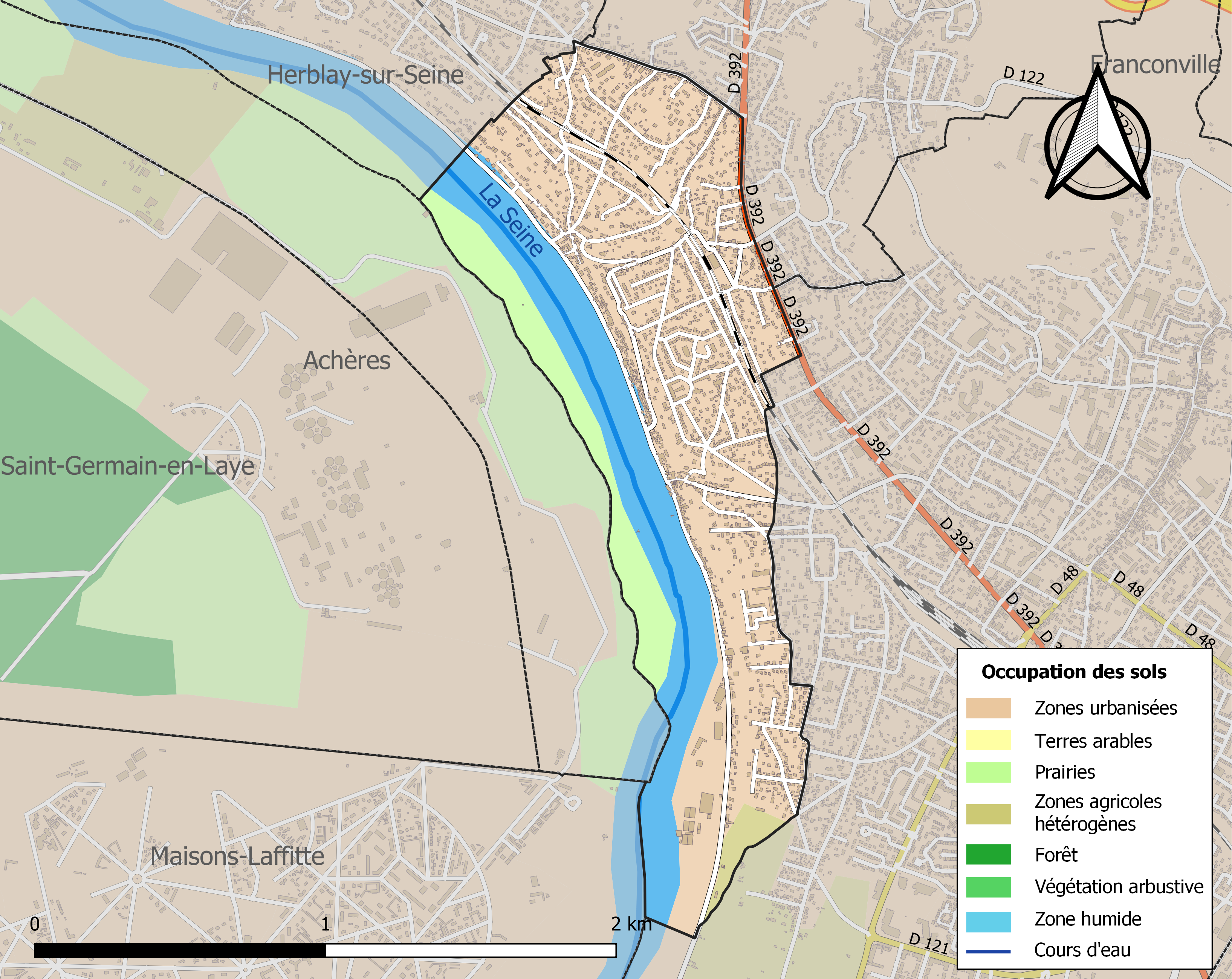
Occupation des sols.

### Communes limitrophes
| Herblay-sur-Seine           |                     | Montigny-lès-Cormeilles |
| Achères (Yvelines)          | La Frette-sur-Seine |                         |
| Maisons-Laffitte (Yvelines) |                     | Cormeilles-en-Parisis   |

### Géologie et relief
La superficie de la commune n'est que de 2,02 km2, majoritairement sur la rive droite de la Seine. Le point culminant de la commune se trouve au Tartre Mulet à 83 m au-dessus du niveau de la mer ; quant au point le plus bas, il correspond à l'endroit où la Seine quitte le territoire communal, à 23 m.
Comme particularité, une bande de terre inconstructible de 17 ha se trouve sur la rive gauche, dépendant du SIAAP, usine d'épuration d'Achères.
La commune s’est installée entre deux formations géo morphologiques importantes : les buttes témoins du Parisis (appartenant à la commune de Cormeilles-en-Parisis) et un méandre de la Seine. La butte est très perceptible sur le territoire communal depuis le plateau. Les sols de la Frette se constituent d’un empilement de couches sédimentaires. On y retrouve : des formations calcaires, excellent support pour les constructions, la présence de gypse, nécessaire à la création de plâtre fin, la présence de craie, pour fabriquer de la chaux, du mastic ou encore de la peinture, des marnières pour l’amendement des cultures.
Le sous-sol de la Frette-sur-Seine, comme dans le reste de l’Île-de-France, est constitué d’un empilement de couches sédimentaires de l’ère tertiaire, quasiment horizontales, reposant sur une assise de craie de l’ère secondaire, couches entaillées par la Seine. Sur le territoire communal on peut observer des traces de calcaire. En effet, c’est la plateforme de calcaire de Saint Ouen (et/ou le calcaire de Ducy) qui apparaît. D’âge oligocène et éocène supérieur, elle est alignée selon les directions nord-ouest/sud-est correspondant à la direction armoricaine. Elle témoigne des dépôts successifs avant l’action de l’érosion qui a modelé le relief lorsque les terrains ont émergé.
La zone calcaire est responsable de fontis, c'est-à-dire de remblaiement d’ancienne carrière par effondrement successifs. Il s’agit d’un phénomène brutal qu’il est impossible de prévoir.
Le gypse, ou pierre à plâtre, est composé de sulfate de chaux, instable au contact de l’eau. Après son dépôt, la couche rocheuse, fracturée, a fait l’objet d’une érosion interne (dissolution) responsable de cavités. Ce sont ces cavités naturelles qui sont à l’origine de l’instabilité des terrains situés au-dessus du gypse.
La craie est une roche sédimentaire elle aussi responsable de mouvements de terrain.
Les marnières sont des cavités artificielles creusées par l’homme afin d’extraire de la marne. Les phénomènes d'érosion et de dissolution conduisent quelquefois à des effondrements de ces cavités.

### Hydrographie
La commune est traversée par la Seine.
La distance fluviale de la commune à Paris est de 63 km, avec deux écluses, compte tenu des méandres du fleuve, et l'estuaire du fleuve est éloigné de 283 km en passant encore par quatre écluses.

### Climat
Pour des articles plus généraux, voir Climat de l'Île-de-France et Climat du Val-d'Oise.
En 2010, le climat de la commune est de type climat océanique dégradé des plaines du Centre et du Nord, selon une étude du CNRS s'appuyant sur une série de données couvrant la période 1971-2000. En 2020, Météo-France publie une typologie des climats de la France métropolitaine dans laquelle la commune est dans une zone de transition entre le climat océanique et le climat océanique altéré et est dans la région climatique Sud-ouest du bassin Parisien, caractérisée par une faible pluviométrie, notamment au printemps (120 à 150 mm) et un hiver froid (3,5 °C).
Pour la période 1971-2000, la température annuelle moyenne est de 11,4 °C, avec une amplitude thermique annuelle de 14,9 °C. Le cumul annuel moyen de précipitations est de 674 mm, avec 10 jours de précipitations en janvier et 7,6 jours en juillet. Pour la période 1991-2020, la température moyenne annuelle observée sur la station météorologique la plus proche, située sur la commune de Pontoise à 10 km à vol d'oiseau, est de 12,5 °C et le cumul annuel moyen de précipitations est de 666,7 mm,. Pour l'avenir, les paramètres climatiques de la commune estimés pour 2050 selon différents scénarios d'émission de gaz à effet de serre sont consultables sur un site dédié publié par Météo-France en novembre 2022.

### Voies de communication et transports

#### Routier
Les voies communales atteignent[Quand ?] une longueur cumulée de 17 km. De plus, la commune est traversée par la D 392.

#### Transports en Commun
La Frette-sur-Seine est desservie par la gare de La Frette - Montigny sur la ligne J du Transilien (ligne de Paris-Saint-Lazare à Mantes-Station par Conflans-Sainte-Honorine).
Plusieurs arrêts de bus du réseau de bus Val Parisis (lignes 30.21O, 30.32, 30.34, 30.38 et 95.20 notamment) desservent La Frette-sur-Seine.

## Urbanisme

### Typologie
Au 1er janvier 2024, La Frette-sur-Seine est catégorisée grand centre urbain, selon la nouvelle grille communale de densité à sept niveaux définie par l'Insee en 2022.
Elle appartient à l'unité urbaine de Paris, une agglomération inter-départementale regroupant 407  communes, dont elle est une commune de la banlieue,,. Par ailleurs la commune fait partie de l'aire d'attraction de Paris, dont elle est une commune du pôle principal,. Cette aire regroupe 1 929 communes,.

### Morphologie urbaine
Deux types de tissus se distinguent :
Le bourg ancien est constitué du noyau urbain historique, structuré linéairement par rapport à la Seine, peu large (parfois limité à la longueur d'une parcelle), s'étirant sur plusieurs kilomètres et s'étageant en terrasse le long du coteau. Ces longs axes majeurs se constituent au Moyen Âge. Ce développement linéaire s'est opéré jusqu'au début du XXe siècle. Un sentiment d'intimité est donné par la proximité entre le cordon bâti linéaire qui se détache sur un fond végétal vertical et le fleuve. Fleuve, alignements végétaux, voirie, bâti, relief, marquent une forte continuité par un effet de redondance géométrique. La continuité, la linéarité, la densité du bâti ainsi que la typologie créent à la fois l'image de bourg rural et d'ambiance de villégiature attachée au centre historique. Le traitement actuel des berges est relativement récent et a éloigné la Seine du quai (création d'un espace entre voie et fleuve, alignement d'arbres). Cette rupture entre le territoire de la commune et le fleuve est accentuée par la circulation automobile sur les berges. Ces espaces sont utilisés pour la promenade et des manifestations festives.
Le tissu pavillonnaire, où le réseau parcellaire a été favorisé dès le milieu du XIXe siècle en même temps que l’arrivée du chemin de fer. Il garde encore par endroits ses anciennes caractéristiques du parcellaire agricole. S'y est développé un tissu pavillonnaire qui peut présenter des variations perceptibles selon les époques de constructions, avec parfois des références aux archétypes architecturaux rencontrés sur le quai (rue Jean Lefebvre par exemple on distingue de belles demeures caractéristiques des bâtiments de villégiature comme les maisons Lecoeur). Dans ces secteurs, la plupart des rues sont traitées de façon uniforme, sans hiérarchisation ce qui banalise le paysage. La place de la gare constitue l'espace public le plus important du plateau. C'est une succession d'espaces indéterminés : stationnements, aire de marché, parking de la gare. Son organisation et l'aménagement de cet espace ne répondant pas à l'importance de cette seconde centralité urbaine de la commune.

### Logement
En 2015, le nombre total de logements dans la commune était de 2 035, alors qu'il était de 1 946 en 2010.
Parmi ces logements, 91,4 % étaient des résidences principales, 1 % des résidences secondaires et 7,5 % des logements vacants. Ces logements étaient pour 75,8 % d'entre eux des maisons individuelles et pour 22,8 % des appartements.
La proportion des résidences principales, propriétés de leurs occupants était de 80,6 %, en légère baisse par rapport à 2010 (81,8 %). Le reste (17,8 % en 2015, 16 % en 2010) étant louées avec une partie de logements HLM loués vides qui était de 2,8 % en 2015 contre 1,2 % en 2010, leur nombre ayant doublé 52 en 2015 contre 21 en 2010.

### Projets d'aménagement
Plusieurs aménagements sont prévus dans le secteur de la Mardelle, le secteur Calmette et le secteur Avenue des Lilas. La volonté de la mairie étant de « préserver le caractère général de la commune, sans dénaturer l’esprit village pour une commune à échelle humaine, la préservation du caractère paysagé et la création de logements sociaux pour tendre vers l’objectif de 20 % de logements locatifs aidés. ». La surface totale prévue pour les aménagements est de 5 ha dont 1,3 pour le secteur de la Mardelle, 0,6 pour le secteur Calmette et enfin 3,1 pour le secteur Avenue des Lilas.

### Risques naturels et technologiques

#### Risques d'inondation
La commune étant concernée par les risques d'inondations, les surfaces inondables se situent au niveau des quais de Seine, de la rue de la Gare, de la rue Jean Lefebvre et de la rue Victor Hugo. Divers épisodes telles que les crues de 1910 (Crue de la Seine de 1910), 1983 et 1995 ont conduit à la mise en place d’un PER (Plan d’exposition aux risques) le 29 janvier 1990. Celui-ci s’accompagne du Plan de Prévention des Risques d’Inondations (PPRI) approuvé par la commune le 3 novembre 1999.

#### Risques industriels
Des conduites de transport d’hydrocarbure (TRAPIL) traversent la commune ce qui présente des risques potentiels.
Plusieurs sites industriels sont recensés sur la commune comme potentiellement pollués. Il s'agit de : 122 rue d’Argenteuil (ancienne carrosserie), 34 ter rue Pasteur, 129 bis boulevard de Pontoise (garage), avenue des Lilas (négoce de pneus d’occasion). On note également la proximité de l'usine d'épuration des eaux usées Seine-Aval. Cette installation est un site classé Seveso seuil haut depuis le 10 décembre 2010. Pour la Frette-sur-Seine, les espaces habités sont situés à plus de 400 m des installations classées.

#### Risques demouvements de terrains
La commune se situe sur un sol géologique particulièrement faible. Plusieurs carrières souterraines abandonnées sont situées sur la commune. La Frette est située sur une zone de risques. Ces carrières sont susceptibles d’être responsables d’effondrements de terrain sous-minés comme cela a déjà eu lieu plusieurs fois depuis les années 1770. Un premier arrêté de réglementation avait été mis en place dès les années 1881 pour limiter les constructions en zone sensible. Ces 20 dernières années, les principaux mouvements de terrain ont eu lieu boulevard de Pontoise et rue Marcellin Berthelot. Trois fontis étaient apparus : un de 6 m3 en 1981, un de 18 m3 en 1996 et un de 5 m3 en 1997.

## Toponymie
L'origine du nom de « La Frette » provient peut-être du latin fraustrum, terre inculte, de l'ancien français fraite, fossé, ou selon des historiens locaux du bas latin fretta, fret, liée à l'activité portuaire : le fret, c'est-à-dire le prix de location d'un bateau ou de son contenu.
Elle serait liée à la topographie des lieux. Le nom latin « Fractam Cormeilliarum » étant traduit par La Frette de Cormeilles (Frette ayant le sens de brèche), soit : le passage par lequel on pouvait atteindre Cormeilles-en-Parisis. Une autre origine, liée (d’après l’abbé Lebeuf) au rôle portuaire de La Frette, serait le fret des bateaux, mais ceci sans lien avec les textes latins.

## Histoire

### Préhistoire
Bien qu’aucun site préhistorique n’ait été trouvé à La Frette, il est certain que l’occupation de la région est très ancienne. Les découvertes faites dans les communes d’Herblay, de Cormeilles, de Montigny ou d’Achères le démontrent. Les deux haches, datant du néolithique, trouvées à La Frette en sont autant de preuves.

### Antiquité
Les Gaulois « les Parisii » habitaient cette partie du Bassin Parisien à laquelle ils ont laissé leur nom le « Parisis ».
Des restes de poteries gallo-romaines, trouvés en bas de la Rue Jean Lefebvre, laissent penser que dans les premiers siècles de notre ère, il y avait là une occupation peut-être en relation avec celle de Montigny.

### Ancien Régime
Au VIIIe siècle, l’Abbaye de Saint-Denis reçoit en donation un territoire entourant Cormeilles sur lequel s’implantera le village de La Frette qui sera placé sous l’autorité de la Châtellenie de Cormeilles. La Paroisse, d’abord rattachée à celle de Cormeilles, deviendra annexe de Montigny vers 1450. L’importance du port de La Frette fait que cette annexe a les mêmes prérogatives que celle de Montigny (on y célèbre l’office et des fonts baptismaux permettent de donner le baptême).
La situation des Frettois aurait été simple si leur village n’avait pas été partagé entre Cormeilles (lieu de la châtellenie) et Montigny dont la paroisse était une annexe depuis 1450 (alors que l’église est située sur Cormeilles).
De plus, le village était englobé dans les chasses royales de Saint Germain créées sous Louis XIV. Un mur (ou des escarpements) empêchait les « bêtes féroces » de quitter la forêt en traversant la Seine et des portes, fermées en temps de chasse, limitaient les déplacements des Frettois.
La carte la plus ancienne de La Frette que nous possédons date de 1744 (elle est due à l’abbé Delagrive). On y voit un village au bord de l’eau et un plateau, couvert de vignobles, dominant l’agglomération. En 1781, on compte, sur les cartes d’intendance, une soixantaine d’habitations alignées le long du chemin de halage et reliées au « plateau » par une sente et deux chemins.
L'étude de l'ascension sociale et économique d'une famille frettoise - Les Lambert - permet d’appréhender la vie à la Frette des années 1650 jusqu'aux années 1810. Ils y pratiquent une polyculture au sein de laquelle la vigne joue sans doute un rôle central. Ils savent développer les alliances matrimoniales locales et se ménager des relations socio-professionnelles à l'échelon régional. Très tôt, ils investissent des fonctions administratives et judiciaires dans le cadre local que ce soit à la paroisse, au bailliage de Cormeilles ou à partir de la Révolution au conseil municipal de La Frette.

### Révolution française et Empire
Ce n’est qu’en 1790, à la Révolution, que les Frettois ont pu obtenir la création d’une commune et, en 1791, la délimitation d’un territoire pris sur ceux de Cormeilles et de Montigny. Ce ne fut pas chose aisée et si, après 1799, le territoire n’a pas pu être remis en question, la paroisse redevint annexe de Montigny vers 1810.

### Époque contemporaine
En 1844, par décision royale, la paroisse a eu le statut de succursale et a pu avoir, à partir de 1851, son curé. Cette situation dura jusqu’en 1905, ensuite le culte fut assuré par les paroisses de Cormeilles, Herblay ou Montigny.
C’est à la fin du XIXe siècle que des changements importants se produisent dans la vie de la commune.
Tout d’abord l’arrivée du train en 1892 et la création d’une halte en 1894 facilite la venue des Parisiens qui profitent des nombreux hôtels et restaurants au bord de l’eau.
La vigne, attaquée par plusieurs maladies ou parasites et surtout placée en concurrence avec les vins du sud de la France, perd de son importance.
La récolte se vendant mal, les vignes sont abandonnées. Les terrains sont vendus pour y construire des résidences. Les enfants de vignerons vont travailler à Paris. On construit une nouvelle voie (l’actuelle rue de la Gare) et bientôt, la fête des vendanges va tomber dans l’oubli.
Progressivement la population rurale laisse la place aux « banlieusards ». Après la Première Guerre mondiale Louis Schreck, un industriel constructeur d’hydravions, est le premier maire qui ne soit pas un descendant d’une lignée de cultivateurs ou de vignerons.
En 1988, le recensement indique encore trois exploitations agricoles pour une superficie de vingt hectares (en grandes cultures). Aujourd’hui, il n’y en a plus.
En un siècle, la population est passée de 420 habitants (en 1899) à 4 626 (estimation 2015).
Une telle croissance a nécessité une transformation profonde de La Frette. De nombreuses installations nouvelles ont été créées pour répondre aux besoins de la population :
- trois écoles ont été construites :
  - une au-dessus de la mairie en 1908,
  - une sur le plateau en 1937 (Aristide Briand),
  - la dernière, au sud de la ville, en 1966 (Calmette et Guérin).
- La mairie, construite en 1877 (qui fut mairie-école jusqu’en 1937), a été agrandie en 1997.
- L’aménagement du plateau, essentiellement agricole jusqu’aux années 60, s’est accompagné de la création de nombreuses voies de circulation.
- La base de loisirs « René Chollet », installée sur les bords de la Seine en 1975, permet la pratique des sports dans un cadre verdoyant.

La création de ces aménagements s’est faite en préservant le caractère de « village » de La Frette et le site qui en fait la réputation.

### Les différents types de revenus au fil des siècles

#### La vie à La Frette jusqu’à la fin duXIXesiècle
Pendant près de 800 ans, vin et plâtre ont été les raisons de vivre des habitants de La Frette dont le métier est lié à la viticulture ou aux activités portuaires.

#### La vigne
La vigne a été implantée dans la région parisienne dès le IVe siècle. Mais ce sont les abbés de Saint-Denis qui, pour les besoins de l’abbaye, ont développé la vigne dans cette région car l’exposition des pentes frettoises était très favorable à cette culture.
La Frette s’est alors trouvée au cœur du vignoble qui produisait ce qu’on appelait alors « le vin de France ». Ce vin a été longtemps celui que l’on buvait à la cour royale. Pendant des siècles, la vigne fut alors la principale ressource du pays et la plupart des métiers exercés dans la commune en dépendaient.
Les habitants du village qui n’étaient pas vignerons, vivaient des travaux du port, de la pêche, ou bien étaient employés d’octroi. En effet, toutes les embarcations passant devant l’île Épineuse (aujourd’hui disparue) devaient s’acquitter d’un droit de passage. Enfin, l’entretien aux frais de la commune, d’un chemin de halage qui devait permettre le passage régulier de couples de chevaux tirant les bateaux, procurait un travail permanent aux habitants du village.
Cette activité disparaîtra presque totalement au début du XXe siècle.

#### Le port
L’activité du port fluvial existerait depuis l’époque gallo-romaine : un chemin conduisait de l’oppidum de Taverny au port de La Frette. Il semblerait que déjà au IXe siècle on chargeait à La Frette de la pierre à plâtre ; mais ce n’est qu’à partir du XIIIe siècle que La Frette est citée dans plusieurs documents.
Le gypse qui constitue l’essentiel des coteaux, a été très tôt exploité et des plâtrières se sont implantées à Herblay, Cormeilles et Montigny. La voie la plus pratique pour expédier leur production était, bien sûr la Seine, qui permettait d’atteindre aussi bien Paris que la Normandie et l’Angleterre.
Nombreux sont les bateaux qui viennent y charger le plâtre ou le vin et leur passage donnait lieu à prélèvement de taxes. L’activité était si prospère, qu’au XIVe siècle (en 1370), on demanda au port et au champ à « plastre » une contribution de 40 livres pour payer la rançon du Roi Jean Le Bon.
À certaines époques, il existait trois lieux d’embarquement sur les rives frettoises. Le premier, à l’emplacement actuel du square encore appelé de nos jours « Port aux Plâtres » (mais devenu square Marcel Deshayes en 2015), Le deuxième à l’endroit de la base des Sports Nautiques, a fonctionné jusqu’en 1920, Le troisième, entre l’église et la côte à Boivin, était probablement réservé aux expéditions de vin.
Au cours du XIXe siècle, c'est toute une société qui gravite autour du port : exploitants de carrières, marchands de plâtre, ouvriers du port et mariniers. Au début du XXe siècle, le port de la Frette est considéré comme l'un des plus importants du fleuve, son mouvement étant de 33 397 tonnes par an en 1903, dû en partie à l'activité de la carrière et de l'usine Lambert de Cormeilles-en-Parisis et de société des Plâtrières réunies du Bassin de Paris qui exploite la carrière de Montigny.
Le plâtre cru (gypse) ou cuit est largement écoulé en Normandie, en Picardie (par la rivière Oise), à Bordeaux (via les ports de Rouen et du Havre) et jusqu'en Belgique, Grande-Bretagne et aux États-Unis d'Amérique. Le commerce du plâtre est essentiellement à usage d'amendement agricole et ne se limite donc pas à la construction ou à l'art.
Dès le Moyen Âge des liens forts s’étaient déjà tissés entre le fleuve et ses habitants puisque la petite église, édifiée entre le XIIe et le XIIIe siècle, avait été consacrée à saint Nicolas, patron des enfants, des écoliers et des marins, assurant ainsi la protection des mariniers.

#### Le lilas
Depuis le début du XIXe siècle, les lilas constituèrent une source de revenu pour les Frettois.
Dès le début de la floraison, tous les travaux étaient suspendus. Dans la journée on faisait les bouquets et le soir, on les portait aux Halles de Paris. Une bonne année pouvait rapporter une vingtaine de mille francs (de l’époque) aux ramasseurs. Le spectacle unique de ces coteaux couverts de fleurs enchanta plus d’un artiste, et parmi les écrivains : Guy de Maupassant.

## Politique et administration

### Rattachements administratifs et électoraux
Antérieurement à la loi du 10 juillet 1964, la commune faisait partie du département de Seine-et-Oise. La réorganisation de la région parisienne en 1964 fit que la commune appartient désormais au département du  Val-d'Oise et à son arrondissement d'Argenteuil, après un transfert administratif effectif au 1er janvier 1968.
Elle était de 1793 à 1964 fait partie du canton d'Argenteuil de Seine-et-Oise. Dans le cadre de la mise en place du Val-d'Oise, la commune est rattachée au canton de Cormeilles-en-Parisis. En 1976, la commune intègre le canton d'Herblay-sur-Seine.Dans le cadre du redécoupage cantonal de 2014 en France, ce canton, dont la commune est toujours membre, est modifié, passant de deux à trois communes.
La Frette-sur-Seine relève du tribunal d'instance de Sannois, du tribunal judiciaire de Pontoise, de la cour d'appel de Versailles, du tribunal pour enfants de Pontoise, du conseil de prud'hommes d'Argenteuil, du tribunal de commerce de Pontoise, et dans l'ordre administratif, du tribunal administratif de Cergy-Pontoise et de la cour administrative d'appel de Versailles.

### Intercommunalité
La commune adhère fin 2005 à la communauté de Communes du Parisis, qui se transforme en communauté d'agglomération en 2011 sous le nom de communauté d'agglomération du Parisis (CALP)
Dans le cadre de la mise en œuvre de la loi MAPAM du 27 janvier 2014, qui prévoit la généralisation de l'intercommunalité à l'ensemble des communes et la création d'intercommunalités de taille importante, le préfet de la région d'Île-de-France approuve le 4 mars 2015 un schéma régional de coopération intercommunale qui prévoit notamment « l'extension du périmètre de la communauté d'agglomération Le Parisis aux communes de Frépillon, Saint-Leu-la-Forêt, Le Plessis-Bouchard, Ermont et Eaubonne ».
Dans ce cadre, la CALP fusionne avec sa voisine, formant le 1er janvier 2016 la communauté d'agglomération Val Parisis (CAVP), dont la commune est désormais membre.

### Tendances politiques et résultats
De 2001 à 2020, Maurice Chevigny (qui se revendique comme Divers droit) et sa liste dirigent  la commune.
Lors de l'élection présidentielle de  2002, Jacques Chirac est arrivé au second tour très largement en tête avec 84.32 % des suffrages exprimés face aux 15.68 % de Jean-Marie Le Pen. En 2007, Nicolas Sarkozy y a obtenu 56.69 % des suffrages exprimés contre Ségolène Royal qui elle, en a obtenu 43.31 %. Finalement, en 2017, Emmanuel Macron, a obtenu la confiance des Frettois en terminant au second tour des présidentielles avec 75.55 % des suffrages exprimés face à son adversaire, Marine Le Pen qui est apparue largement vaincue avec 24.45 %.
Lors du premier tour des élections municipales de 2014 dans le Val-d'Oise, la liste DVD  menée par le maire sortant Maurice Chevigny obtient la majorité absolue des suffrages exprimés, avec 1 482 voix (78,45 %, 24 conseillers municipaux élus, dont 4 communautaires), devançant très largement la liste PS-PCF-EELV menée par Pascal Blot (407 voix, 21,54 %, 	3 conseillers municipaux élus).
Lors de ce scrutin, 38,87 % des électeurs se sont abstenus.
Lors du premier tour des élections municipales de 2020 dans le Val-d'Oise, la liste DVD menée par Philippe Audebert  — soutenu par le maire sortant qui ne se représente pas — est la seule candidate et a donc obtenu la totalité des suffrages exprimés (791 voix). 
Elle a donc obtenu la totalité des 27 sièges de conseillers municipaux dont 2 communautaires), lors d'un scrutin marqué par la pandémie de Covid-19 en France, 71 % des électeurs se sont abstenus et 12,89 des votants ont voté blanc ou nul.
Nous pouvons donc conclure que La Frette-sur-Seine a une tendance politique qui va de droite à centre droit.

### Administration municipale
Compte tenu de la population de la commune, son conseil municipal est composé de 27 membres, dont le maire et ses maires-adjoint.

### Politique locale
La commune, dont la population est aisée, ne dispose en 2015 que de 76 logements sociaux soit 4 % de son parc de résidences principales, bien loin des 25 % prévus par l'article 55 de la loi relative à la solidarité et au renouvellement urbains (loi SRU). Sur la période 2014-2015, elle n'a construit que 56 logements sociaux sur les 104 prévus.
En conséquence, le préfet a constaté l'état de carence de la commune, entraînant le triplement de la contribution financière payée par la commune à l'État, qui passe de 58 000 € en 2017 à 195 000 € en 2018, malgré les protestations de la municipalité, qui rappelle la faible superficie de la ville, l’espace boisé classé sur les coteaux, le plan de prévention des risques inondations sur les quais de Seine, la zone architectes des Bâtiments de France et les 17 ha inconstructibles sur les 202 que compte La Frette, et allègue également la carence de l'Établissement public foncier d'Île-de-France à l'accompagner dans une opération de construction de 200 logements, avenue des Lilas.

### Liste des maires
| Période        | Période       | Identité          | Étiquette | Qualité                                                                                                |
| -------------- | ------------- | ----------------- | --------- | --- |
| septembre 1944 | novembre 1944 | Félix Lefèvre     |           | |
| novembre 1944  | mai 1945      | Edouard Boutefroy |           | Architecte                                                                                             |
| mai 1945       | 1956 (décès)  | Marcel Deshayes   |           | |
| 1956           | mars 1965     | Auguste Alaurent  |           | Général retraité                                                                                       |
| mars 1965      | mars 1977     | René Chollet      |           | Ingénieur                                                                                              |
| mars 1977      | mars 1983     | Henri Paulin      | PCF       | |
| mars 1983      | mars 2001     | Michel Bourdin    | RPR       | |
| mars 2001      | mai 2020      | Maurice Chevigny, | DVD       | Retraité Président de la CC du Parisis (2005 → 2011) Vice-président de la CA Val Parisis (2015 → 2020) |
| mai 2020,      | En cours      | Philippe Audebert | SE-DVD    | Cadre bancaire Vice-président de la CA Val Parisis (2020 → )                                           |

### Politique environnementale

#### Gestion de l'eau
La construction, l’entretien et l’exploitation des ouvrages intercommunaux nécessaires à l’assainissement sont assurés par la ville et le SIARC (Syndicat Intercommunal d’Assainissement de la Région de Cormeilles) depuis février 1961. Le réseau communal dispose d'une capacité totale de 10 400 ml dont 8 800 ml réseau unitaire et 1 600 ml de réseau séparatif. La station dispose d'un volume d'eaux usées collectées de 215 000 m3. Le réseau du SIARC comprend : 1 bassin de retenue eaux pluviales de 30 000 m3 environ, 3 postes de refoulement, 3 chambres de dessablement, 7 déversoirs d’orage en bordure de Seine, 18 vannes murales de diamètres divers, 10 ouvrages de débouché en Seine.

#### Gestion des déchets
Le Syndicat Mixte pour la Valorisation des Déchets Ménagers AZUR est chargé de la collecte des déchets de la totalité de la commune. Les déchets collectés sont transportés à l’Unité d’Incinération des Ordures Ménagères (UIOM) du Syndicat Azur, à Argenteuil. Les déchets « emballages » ainsi que les déchets végétaux sont transportés à l’usine de tri de Montlignon. Une déchèterie du Syndicat Azur est à la disposition des habitants à Argenteuil.

### Finances locales
En 2016, la commune avait accumulé un total de 5 907 000 € de recettes ce qui représente 1 265 € par habitant. D'un autre côté, l'année s'est soldée par un total de dépenses de 5 486 000 € ce qui représente 1 174 € par habitant. De plus, le 31/12/2016, elle encourait 2 250 000 € de dette ce qui représente 481 € par habitant. Pour finir, la capacité d'autofinancement brute (CAF) était cette année-là de 347 000 € donc 74 € par habitant.

### Démocratie participative
La commune s'est dotée d'un conseil municipal de jeunes (CMJ).

## Population et société

### Démographie
L'évolution du nombre d'habitants est connue à travers les recensements de la population effectués dans la commune depuis 1793. Pour les communes de moins de 10 000 habitants, une enquête de recensement portant sur toute la population est réalisée tous les cinq ans, les populations de référence des années intermédiaires étant quant à elles estimées par interpolation ou extrapolation. Pour la commune, le premier recensement exhaustif entrant dans le cadre du nouveau dispositif a été réalisé en 2006.

En 2022, la commune comptait 4 587 habitants, en évolution de −1,74 % par rapport à 2016 (Val-d'Oise : +4 %, France hors Mayotte : +2,11 %).
| 1793 | 1800 | 1806 | 1821 | 1831 | 1836 | 1841 | 1846 | 1851 |
| ---- | ---- | ---- | ---- | ---- | ---- | ---- | ---- | ---- |
| 355  | 349  | 360  | 351  | 356  | 357  | 348  | 346  | 362  |

| 1856 | 1861 | 1866 | 1872 | 1876 | 1881 | 1886 | 1891 | 1896 |
| ---- | ---- | ---- | ---- | ---- | ---- | ---- | ---- | ---- |
| 359  | 385  | 416  | 439  | 433  | 427  | 414  | 441  | 420  |

| 1901 | 1906 | 1911 | 1921 | 1926  | 1931  | 1936  | 1946  | 1954  |
| ---- | ---- | ---- | ---- | ----- | ----- | ----- | ----- | ----- |
| 471  | 527  | 551  | 712  | 1 046 | 1 507 | 1 549 | 1 814 | 2 331 |

| 1962  | 1968  | 1975  | 1982  | 1990  | 1999  | 2006  | 2011  | 2016  |
| ----- | ----- | ----- | ----- | ----- | ----- | ----- | ----- | ----- |
| 2 840 | 3 573 | 3 681 | 3 829 | 4 126 | 4 378 | 4 476 | 4 574 | 4 668 |

| 2021  | 2022  | - | - | - | - | - | - | - |
| ----- | ----- | - | - | - | - | - | - | - |
| 4 621 | 4 587 | - | - | - | - | - | - | - |

### Enseignement
La commune s'est dotée en 2004 d'un équipement à destination de la petite enfance qui comprend une crèche d'une capacité de 30 lits ainsi que de deux groupes scolaires qui combinent école maternelle et primaire : Aristide Briand ainsi que Calmette et Guérin.

### Santé
Les soins banals peuvent être dispensés au niveau communal par : 3 médecins généralistes, 1 gynécologue, 1 psychologue, 2 dentistes, 2 kinésithérapeutes, 3 infirmières, 2 pharmacies et 1 podologue. Certains de ces praticiens sont regroupés dans le centre médical et paramédical situé dans le secteur de la Gare, rue M. Berthelot.

### Sports
Les équipements sportifs sont essentiellement regroupés sur la base de loisirs René Chollet et comprennent : des courts de tennis couverts et extérieurs complétés par un club-house avec restauration, un terrain de football engazonné et un terrain d'entraînement en stabilisé, un plateau d'évolution bitumé, un gymnase dont la construction date de 1982, réhabilité en 2011, un terrain de jeux de boules, un stand de tir et un dojo / vestiaire football.

### Cultes

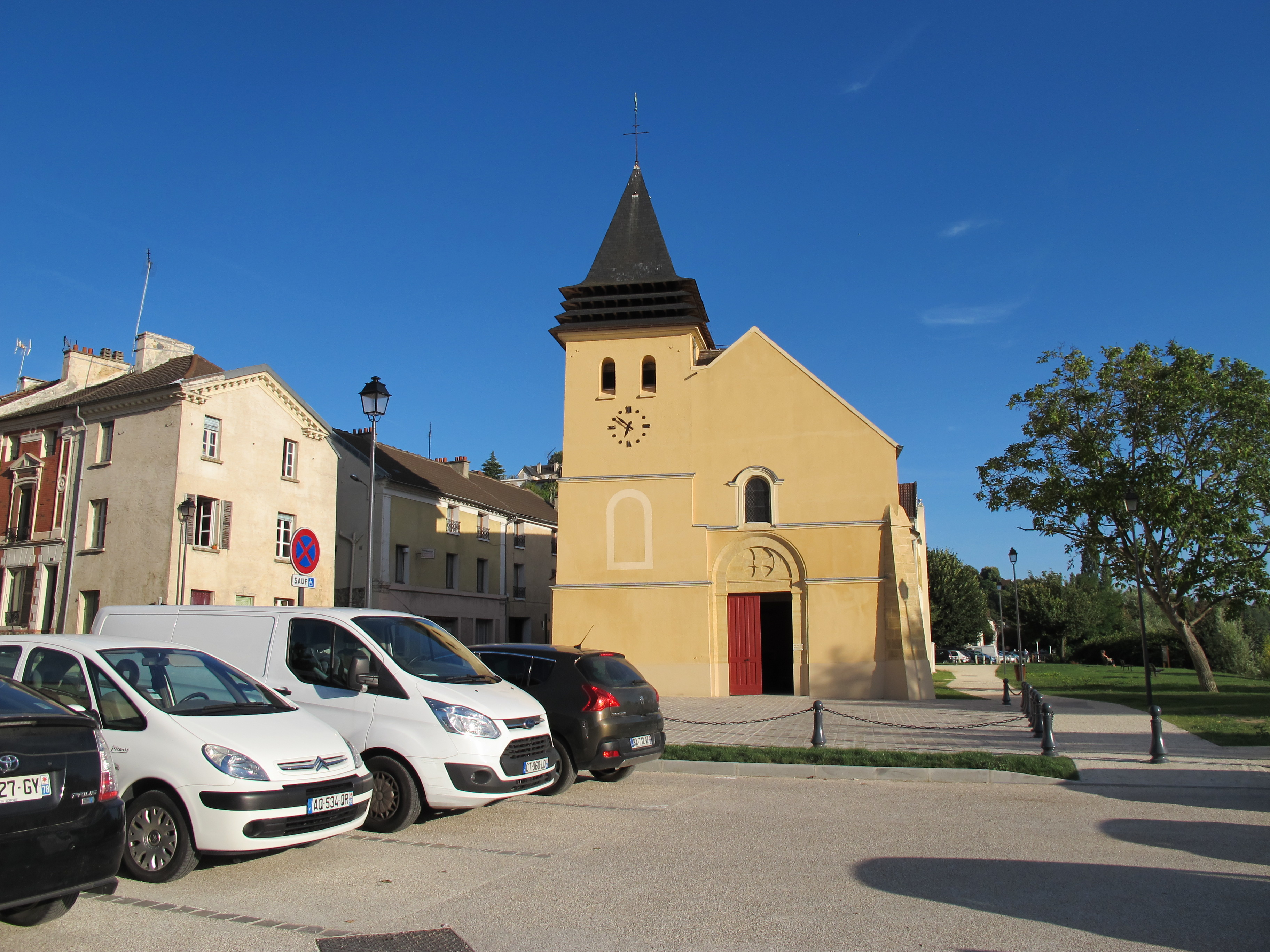
L'église Saint Nicolas

La commune dispose de l'église Saint Nicolas sur les quais de Seine appartenant à la paroisse de Cormeilles-en-Parisis ainsi qu'au diocèse de Pontoise.

## Économie

### Revenus de la population et fiscalité
En 2015, le revenu fiscal médian par ménage était de 28 900 € (l'INSEE utilisant les le système d'unité de consommation) avec une part de 80,8 % de ménages fiscaux imposés. Le taux de pauvreté était de 6,3 %.

### Emploi
En 2015, la population âgée de 15 à 64 ans s'élevait à 2 957 personnes, parmi lesquelles on comptait 78,9 % d'actifs dont 71,5 % ayant un emploi et 7,3 % de chômeurs.
On comptait 509 emplois dans la zone d'emploi, contre 385 en 2010. Le nombre d'actifs ayant un emploi résidant dans la zone d'emploi étant de 2 146, l'indicateur de concentration d'emploi est de 23,7 %, ce qui signifie que la zone d'emploi offre un peu moins d'un emploi pour quatre habitants actifs.

### Entreprises et commerces
Au 31 décembre 2015, La Frette comptait 256 établissements : 13 dans l'industrie, 40 dans la construction, 54 dans le commerce-transports-services divers, 102 dans les services aux entreprises et 47 dans les services aux particuliers.
En 2016, 42 entreprises y ont été créées, dont 33 par des autoentrepreneurs.

#### Secteur primaire
La commune ne possède aucune entreprise spécialisée dans le secteur primaire.

#### Secteur secondaire
Se trouvent dans la commune sept entreprises du secteur secondaire ce qui représente 16,3 % du nombre d'entreprises total.

#### Secteur tertiaire
Le reste (36 entreprises) se classe dans la catégorie d'activités de service ce qui représente 83,7 % du nombre d'entreprises total.

## Culture locale et patrimoine

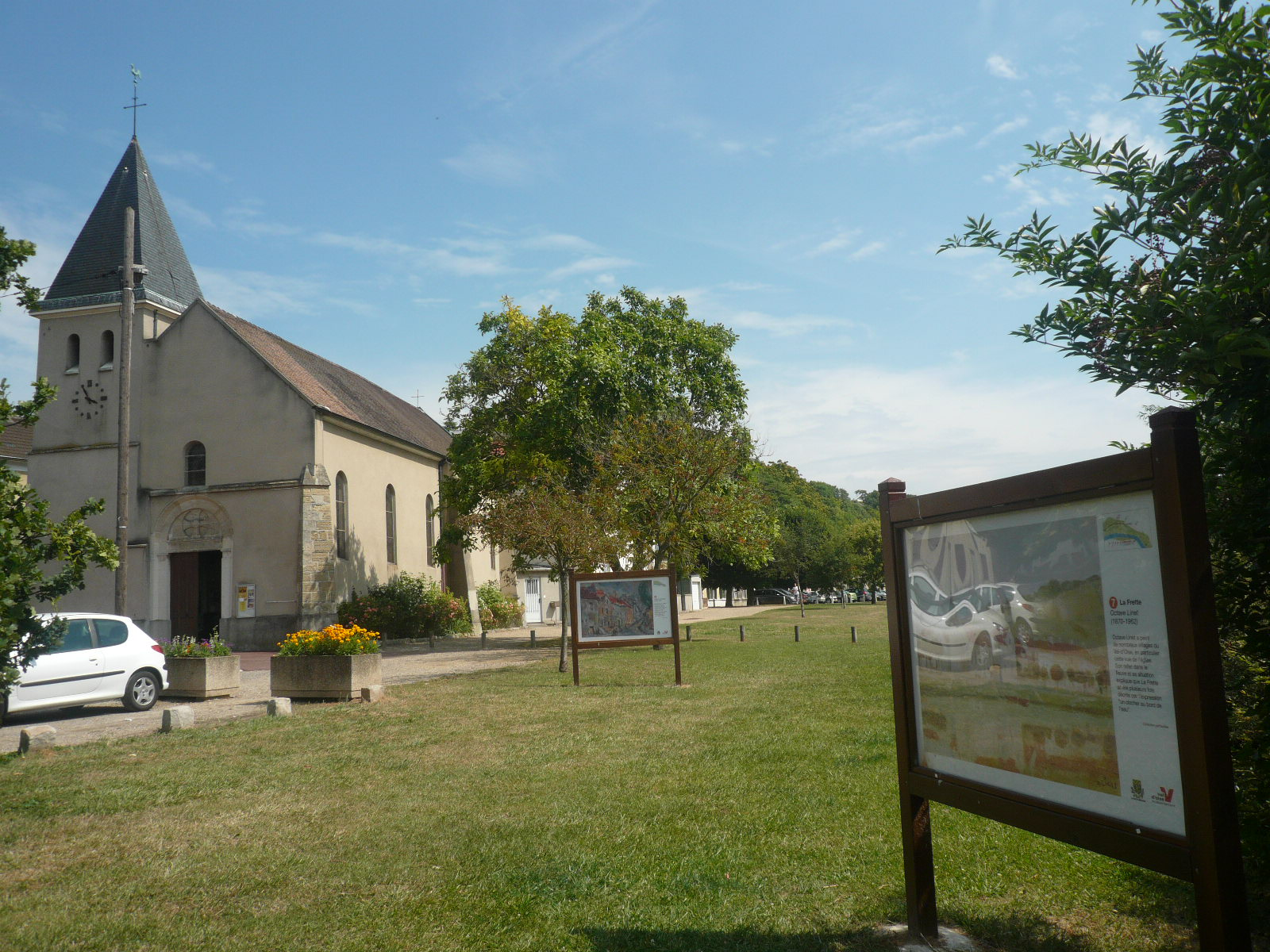
L'église de la Frette-sur-Seine et les tableaux impressionnistes.

### Lieux et monuments
Aucun monument historique classé ou inscrit n'est présent sur le territoire communal. On peut néanmoins mentionner :
- Maison-atelier d'Albert-Marquet, 30 quai de Seine

Le peintre paysagiste et dessinateur, élève de Gustave Moreau, s'installa en 1939 dans cette maison du XIXe siècle ; de nombreuses toiles de la Seine furent peintes en ce lieu.
- Maison de l'écrivain Jacques Chardonne, 26 rue Aristide-Briand

Cette maison édifiée en 1925 est décrite dans Romanesques en 1938. L'écrivain y est mort en 1968.
- Église Saint-Nicolas

Dédiée au patron des bateliers, cette église du XVIe siècle se situe sur les bords de Seine et fait partie d'un site classé. Un christ en bois, classé au titre des objets, est exposé dans le fond du chœur.

### Équipements culturels
La bibliothèque située sur le plateau, à proximité du pôle marché/gare, occupe un bâtiment d'angle dans lequel se trouve aussi la Poste. L’espace Roger Ikor qui s’agit d’un espace culturel implanté en bord de Seine à côté de la Mairie et qui occupe environ 150 m2 sur trois niveaux.

### Personnalités liées à la commune
- André Bay (1916-2013), éditeur et écrivain, a vécu et est mort à La Frette.
- Jacques Chardonne (1884-1968), écrivain, a vécu et est mort à La Frette.
- Jacques Hitier (1917-1999), décorateur et créateur de meuble français, a vécu et est mort à La Frette. Il fut directeur des études (1964-1972), puis directeur (1972-1982) de l'Ecole Boulle. Il fut président de l’association des Amis de La Frette et dirigea l'ouvrage La Frette-sur-Seine : un village en Ile-de-France paru en 1991.
- Roger Ikor (1912-1986), écrivain, y a situé son roman les eaux mélées dans un village fictif du Val d'Oise (baptisé Virelay) qui est un collage de La Frette et d'Herblay, la commune voisine. En son honneur la médiathèque locale est baptisée Centre culturel Roger Ikor.
- Alfred Jarry (1873-1907), écrivain, poète et dramaturge, y séjourna quelque temps en 1899[50].
- Alfred Marie Le Petit (1876-1953), peintre, décorateur, graveur et dessinateur humoriste français, a vécu et est mort à La Frette.
- Polin (1863-1927), chanteur de café-concert, a vécu et est mort à La Frette.
- Théo Sarapo (1936-1970), chanteur et mari d'Édith Piaf, a vécu à La Frette où son père tenait un salon de coiffure.
- Bernard Chadebec (né en 1942), graphiste.

### Héraldique
| Blason de La Frette-sur-Seine | Blason  | Parti : au premier d'or à la nef équipée et habillée d'azur, au second du même à la grappe de raisin tigée et feuillée aussi d'or ; au chef parti d'azur et d'or fretté de l'un en l'autre |
| Blason de La Frette-sur-Seine | Détails | Le statut officiel du blason reste à déterminer. |

## La Frette-sur-Seine dans les arts
Beaucoup d'artistes ont peint La Frette : Paul Cézanne, Charles-François Daubigny, Albert Marquet, Paul Signac, Anne-Pierre de Kat, Alfred Marie Le Petit, ou encore Maurice Vlaminck. Le peintre japonais Tadashi Kaminagai y avait un atelier. Les écrivains Jacques Chardonne et Roger Ikor ont habité La Frette ainsi que le dessinateur de bande dessinée Philippe Druillet. Dans Les Eaux mêlées (1955, prix Goncourt), Roger Ikor décrit les paysages, les coteaux, de La Frette (sous le nom de Virelay).